# Unabhängiges Jugendzentrum Glocksee

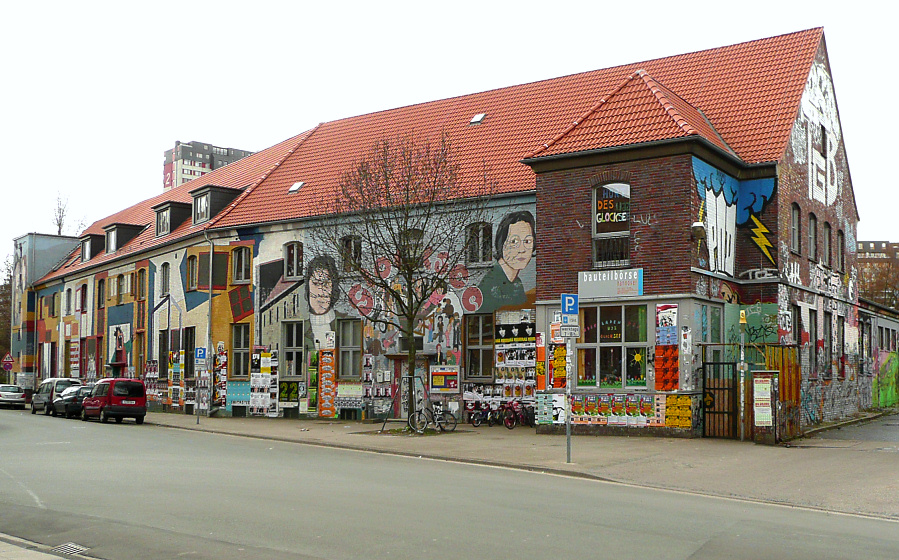
UJZ Glocksee

Das Unabhängige Jugendzentrum Glocksee (UJZ Glocksee) ist ein Autonomes Jugendzentrum in Hannover. Es entstand 1972 im Stadtteil Calenberger Neustadt und gilt neben dem UJZ Kornstraße in Hannover-Nordstadt als älteste Einrichtung seiner Art in Deutschland. Das Jugendzentrum (auch Glocke genannt) betreibt Kinder- und Jugendkulturarbeit sowie die Veranstaltungsstätten Café und Indiego, die insbesondere in der Studentenszene als Club und Konzertlocation beliebt sind.

## Geschichte
Im Jahr 1971 formierte sich eine Initiative Aktionsgemeinschaft Jugendzentrum, die von der Stadt Hannover die Bereitstellung eines Gebäudes zur Gründung eines unabhängigen Jugendzentrums forderte. Ende November lehnte die Stadt dies im Rahmen eines Gespräches mit rund 50 Jugendlichen im Haus der Jugend ab. Am 11. Dezember 1971 besetzten die Aktivisten nach einem Ton-Steine-Scherben-Konzert ein seit elf Monaten ungenutztes Bürogebäude in der Arndtstraße 20, drei Tage später stürmten Polizisten das Haus und räumten es gewaltsam.
In der Folge teilten sich die Wege der Jugendlichen. Aus der einen Gruppe entstand kurz darauf das UJZ Kornstraße in der Nordstadt. Die anderen gründeten eine Bürgerinitiative mit dem Ziel, ein Jugendzentrum im ehemaligen Fuhramt an der Glockseestraße zu errichten. Aus der Initiative entstand ein Verein, der mit der Stadt über die Nutzung verhandelte. Ab Oktober 1972 durften aufgrund einer vorläufigen, mündlichen Vereinbarung drei Räume bezogen werden. Die Verhandlungen mit der Stadt zogen sich in die Länge und drohten mehrfach zu scheitern. Am 7. November 1973 einigte man sich schließlich auf einen Nutzungsvertrag.
Die Jugendlichen machten sich an die Arbeit und bis Sommer 1974 waren eine Kneipe, ein Kinderraum, ein Jugendraum, eine Motorradwerkstatt und ein Büro ausgebaut und eingerichtet. Insbesondere die CDU forderte 1975 die Einstellung der finanziellen Unterstützung der UJZ. Neben den sinkenden Besucherzahlen und den bis dato investierten Kosten in Höhe von 1,3 Millionen DM war den Politikern auch die Teilnahme einiger Jugendlicher an der Aktion Roter Punkt ein Dorn im Auge. Ein Ratsherr erhielt während einer Sitzung für den Zwischenruf "Baader-Meinhof-Bande" eine Rüge. SPD und FDP lehnten jedoch, auch in den Folgejahren, alle Versuche der CDU die Finanzierung zu stoppen, ab.
1976 wurde der Nutzungsvertrag zum Ende des Jahres 1977 gekündigt, mit dem Ziel, das Jugendzentrum in reduzierter Form weiterzuführen. Es kam zu Protesten, auch der NDR berichtete vom Glocksee-Gelände. Da bis zum 31. Dezember 1977 keine Einigung über einen neuen Vertrag erfolgte, gab es zunächst einen Übergangsvertrag. Im September 1977 stellte die Bauverwaltung zwischenzeitlich den Strom ab. Erst am 1. Juli 1978 kam es zu einem neuen Vertragsabschluss, der zunächst bis Ende 1980 laufen sollte und sich nochmal automatisch um ein Jahr verlängerte. Immer wieder kam es zu Forderungen aus der Politik, die Unterstützung des Jugendzentrums zu beenden.
Am 14. Mai 1981 wurde das UJZ Glocksee auf unbestimmte Zeit geschlossen, die Mitarbeiter hatten aus Protest die Arbeit niedergelegt. Im Juli darauf ging es jedoch weiter. In den folgenden Monaten liefen erneut zähe Verhandlungen über die Nutzungsrechte, immer wieder ließen die Beteiligten die Vertragsverhandlungen platzen. Im Juli 1982 einigte man sich schließlich auf einen neuen 5-Jahres-Vertrag.
Nach zahlreichen Auseinandersetzungen zwischen Punks und Skins während der Chaostage 1984 zogen sich die Punks am 4. August auf das Gelände des UJZ Glocksee zurück, wo sie von der Polizei eingekesselt wurden. Nachdem die Polizei im Innenhof Tränengas einsetzte, brach Panik unter den Punks aus, woraufhin das Café Glocksee komplett zerstört wurde. Am Wiederaufbau beteiligte sich die Stadt mit 59.000 DM.
1988 gründet sich der Verein Glocksee Bauhaus e. V. der in den Folgejahren die verschiedenen Räumlichkeiten modernisierte und sanierte. 1994 wurden ein neu gestalteter Jugendbereich und die Halfpipe eingeweiht. Nach sechs Jahren Verhandlungen wurde am 31. Oktober 2006 ein neuer Nutzungsvertrag unterschrieben. Heute hat sich das Jugendzentrum etabliert und genießt Unterstützung seitens der Bürger und der Politik. Dies belegen auch die zahlreichen Kooperationen mit Schulen, dem Amt für Jugend und Familie oder dem Stadtjugendring.

## Projekte

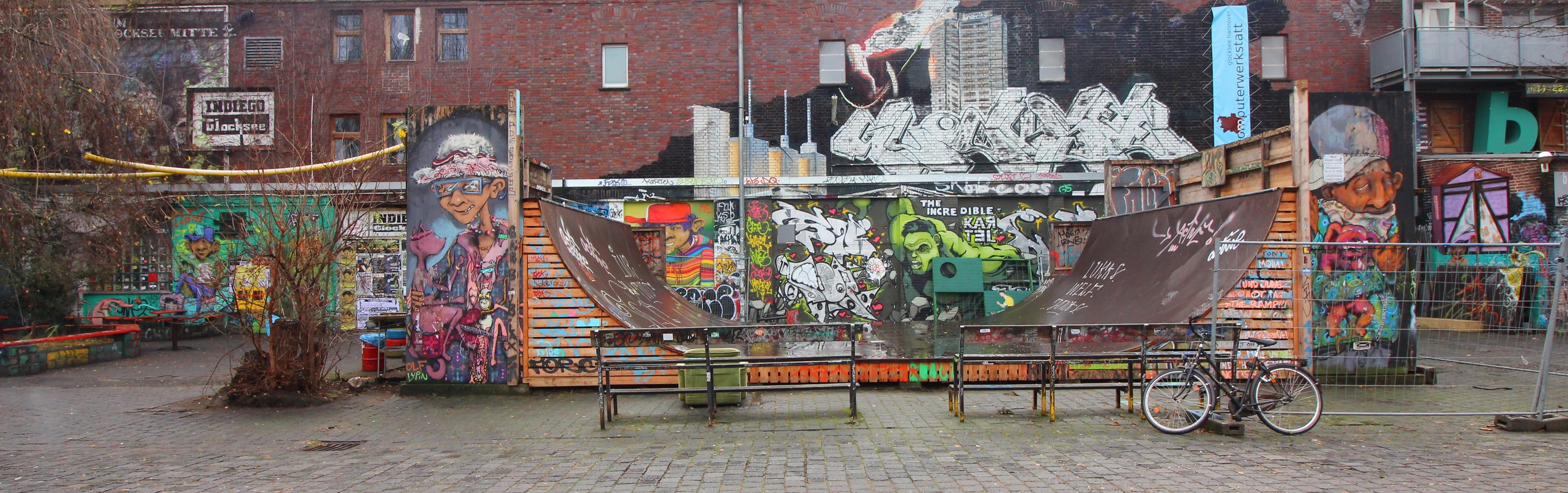
Halfpipe

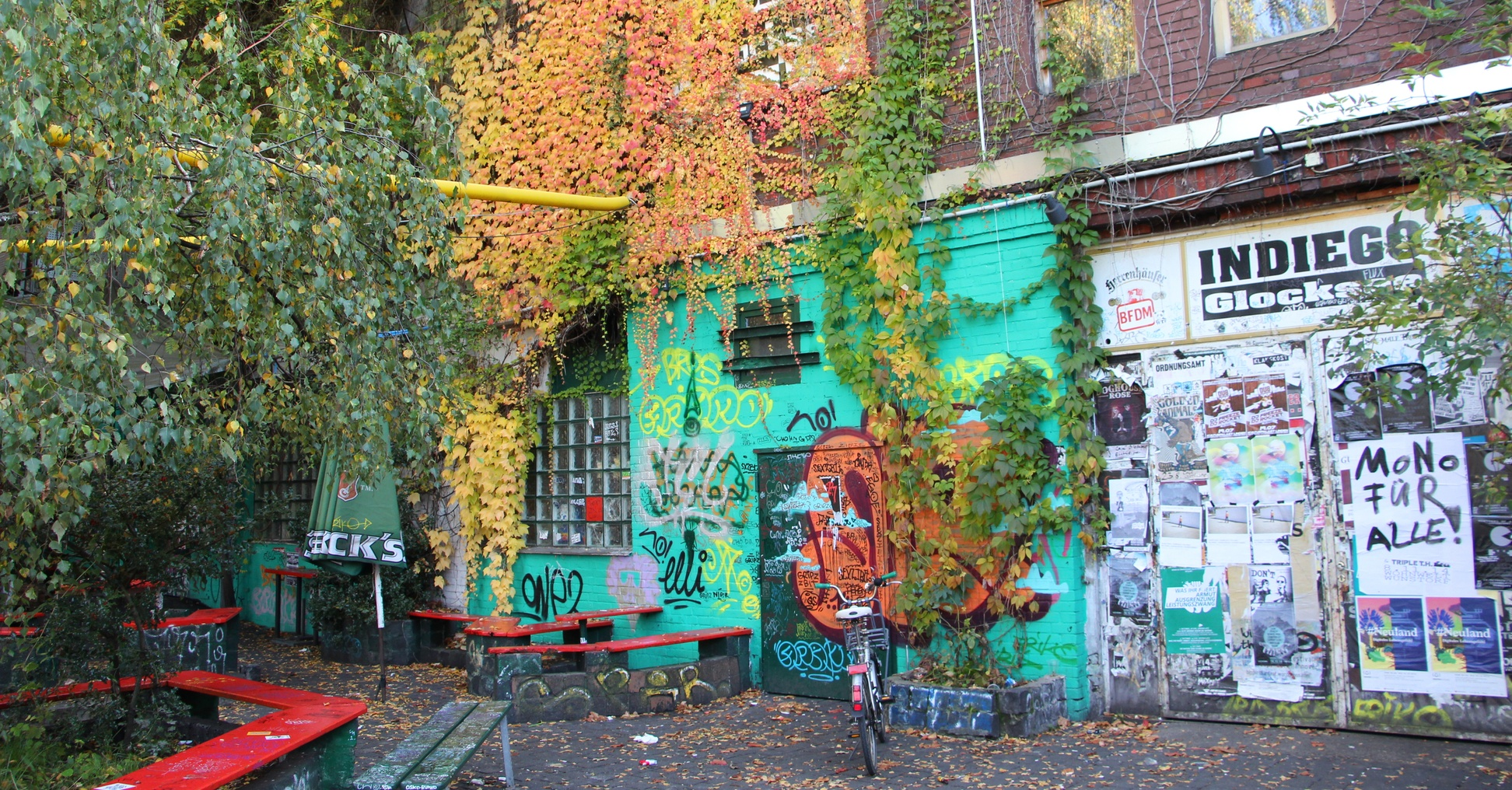
Eingang zum Indiego

- Offener Jugendbereich/Jugendzentrum
- Kindergarten und Hort mit pädagogischer Betreuung (Projektarbeiten, Werken, Entspannung, Rhythmik, Turnen)
- Lückekinderprojekt Lü-La-Lücke-Laden mit Mittagstisch und Hausaufgabenbetreuung
- Zwei selbstverwaltete Veranstaltungsbereiche: Indiego und Café (Club, Bar, Konzerte, Partys)
- Werkstätten für Holz-, Auto- und Computerarbeiten und eine Kreativwerkstatt
- Filmgruppe GlockseeVision
- Freie Nutzungsmöglichkeiten von Halfpipe und Dirtbahn, einer kleinen Turnhalle sowie von Musik- und Proberäumen durch Jugendliche und Kinder

## Schriften (Auswahl)
- Stadtspiel „... auf den Spuren der Geschichte“. Nazis + Freiheitskämpfer in Hannover. Hrsg.: Unabhängiges Jugendzentrum Glocksee, 1979.